# Chiesa di San Bartolomeo (Monteceneri)
La chiesa parrocchiale di San Bartolomeo è un edificio religioso che si trova a Medeglia, frazione di Monteceneri in Canton Ticino.

## Storia
La struttura viene citata per la prima volta in documenti storici risalenti al 1328. Nel XV secolo venne profondamente rimaneggiata, occasione in cui l'asse della chiesa venne rivolto verso sud. Nel XVI secolo venne nuovamente ampliata e sul finire del XVII secolo venne costruito l'attuale coro.

## Descrizione
La chiesa ha una pianta ad unica navata, conclusa in un coro con volta a botte.